# 副乳

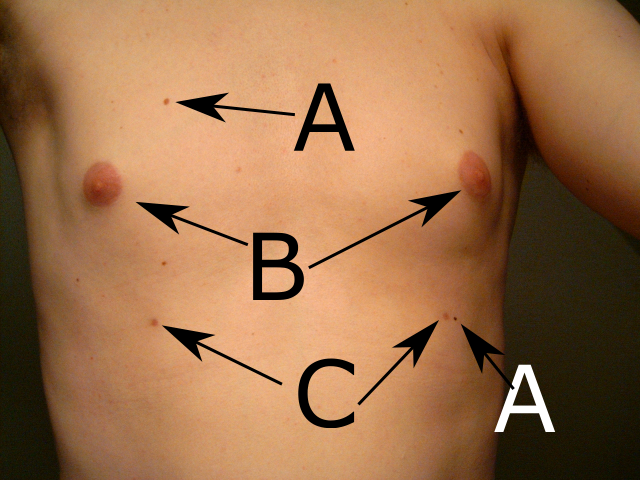
Cが副乳。Aはあざ、Bは通常の乳頭

副乳（ふくにゅう、英: accessory mamma, accessory nipple, 独: Polymastie, Hypermastie, 仏: mamelon accessoire, 羅: polythelia）は、通常の1対の乳房のほかに発生する過剰の乳房。多乳頭（たにゅうとう）ともいう
。

## 概要

### 発生学
受精後第7週、乳腺堤という上皮性の肥厚が発生するが、通常ヒトでは胸部の主乳部を残して消失する。ところが、胎芽期の終わりに主乳のミニチュアのようなものが10対程度残存しており、これが完全には退化しなかったものとされる。
人類は進化の過程で乳房の数を2個に減らしたが、昔の名残が表に出てしまったものと考えられる。

### 解剖学・生理学
体毛が部分的に変色しているだけの物から乳腺を持つものまで、8種類に分類される。授乳期の女性は副乳から薄い乳汁を分泌することもある。
| タイプ                     | 乳腺組織 | 乳頭 | 乳輪 | 脂肪組織 | 体毛の部分的変色 |
| -------------------------- | -------- | ---- | ---- | -------- | ---------------- |
| 1                          | 〇       | 〇   | 〇   | 〇       |                  |
| 2                          | 〇       | 〇   |      |          |                  |
| 3                          | 〇       |      | 〇   |          |                  |
| 4                          | 〇       |      |      |          |                  |
| 5 ("pseudomamma")          |          | 〇   | 〇   | 〇       |                  |
| 6 ("polythelia")           |          | 〇   |      |          |                  |
| 7 ("polythelia areolaris") |          |      | 〇   |          |                  |
| 8 ("polythelia pilosa")    |          |      |      |          | 〇               |

pseudomammaは足（foot）のような乳腺堤から遠い場所にも発生する。

### 疫学・統計学
日本人の副乳の発生率であるが、研究者によって異なる数値が報告されている。一例として未産婦3.1%、経産婦6.2%、妊産婦15%。別の研究者によれば男子4000人中145人(3.6%)に副乳がみとめられた。
副乳は僧帽弁逸脱症のマーカーになり得るという報告がある。また、結核との関連がないか研究されたことがある。

### 病理学
副乳から線維腺腫、乳癌、葉状腫瘍などの病変が発生することがある。

### 臨床
副乳は、一般に他の奇形や発達遅滞を伴うことはない。ただし、美容上の見地からこれを切除することがある。

## 症例
『五雑俎』という中国の書には、周の文王には4つの乳があったとする説を載せている。また、17世紀のイングランドで魔女狩りを推進していたマシュー・ホプキンスは副乳を魔女の証としてあげていたと言う。
現代日本では熊田曜子、hitomi、福田萌、赤阪侑子らが副乳を持つことが知られている。